# معركة نهر سونوماتا
معركة نهر سونوماتا أو معركة سونوماتا-غاوا (باليابانية: 墨俣川の戦い، بالروماجي: Sunomata-gawa no tatakai) معركة حدثت في 25 أبريل، 1181(1) قرب مدينة سونوماتا [الإنجليزية]
 التي تقع في محافظة غيفو حالياً، بين قبيلتي ميناموتو وتايرا، وهي جزء من حرب غينبيه.

## الأحداث
بدأت المعركة عندما خطط قائد جيش ميناموتو في هذه المنطقة ميناموتو نو يوكييه لهجوم ليلي مباغت ضد قبيلة تايرا المعسكرة قرب نهر سونوماتا [الإنجليزية]
 على الحدود بين مقاطعتي أواري ومينو [الإنجليزية]
.
تسلل محاربوا ميناموتو عبر النهر ليلاً للهجوم على محاربي تايرا لكن سرعان ما تمكن محاربي تايرا من تمييزهم في الظلام لكونهم كانوا مبللين من عبور النهر، وأجبر يوكييه على الإنسحاب خلال النهر مرة أخرى مع الناجين من القتال ثم توجهوا إلى نهر ياهاغي [الإنجليزية]
 في مقاطعة ميكاوا، لكن جنود تايرا استمروا بمطاردتهم لفترة ثم إنسحبوا بعد إنتشار شائعات عن قدوم جيش كبير من قوات ميناموتو من الشرق.

## هامش
1: في المراجع اليابانية يذكر التاريخ بالتقويم الياباني بالشكل التالي (اليوم 10 من الشهر 3، في السنة 5 من جيشو)، هذا التاريخ يقابل يوم 25 أبريل 1181، وفي روايات أخرى يذكر أن المعركة حصلت في 8 يونيو 1181.